# 20 000 лет в Синг-Синге
«20 000 лет в Синг-Синге» (англ. 20,000 Years in Sing Sing) — американская криминальная драма режиссёра Майкла Кёртиса, которая вышла на экраны в 1932 году.
Фильм поставлен по одноимённой документальной книге Льюиса Е. Лоуза (англ.), который с 1920 по 1941 год был начальником тюрьмы Синг-Синг. Под цифрой 20 000, как следует из пролога фильма, подразумевается приблизительный суммарный срок наказания всех заключённых тюрьмы Синг-Синг.
Фильм рассказывает о молодом, необузданном гангстере Томми Коннорсе (Спенсер Трейси), который попадает в тюрьму Синг-Синг, где под воздействием введённых там начальником тюрьмы Лонгом особых правил содержания постепенно начинает исправляться. Заметив это, Лонг под честное слово отпускает Томми в город, чтобы проститься со своей возлюбленной (Бетт Дейвис). Во время его пребывания в городе происходит серия роковых для Томми событий, однако, несмотря на это, он держит слово и возвращается в тюрьму, где его приговаривают к смерти за убийство, которого он не совершал.
Критика высоко оценила картину, отметив реализм показа тюремной жизни в Синг-Синге, новаторский подход Кёртиса, который использовал натурные съёмки в тюрьме и кинохронику, а также великолепную игру Трейси в главной роли.
Многие сцены фильма снимались в тюрьме Синг-Синг, которая расположена в Оссининге, штат Нью-Йорк.

## Сюжет
Молодого и дерзкого гангстера Томми Коннорса (Спенсер Трейси) на поезде в наручниках доставляют в тюрьму Синг-Синг, которая расположена в городке Оссенинг невдалеке от Нью-Йорка. В дороге, где его сопровождает его партнёр Джо Финн (Луис Кэлхерн), Томми хвалится своей славой и громко заявляет журналистам, что вскоре выйдет на свободу. У ворот тюрьмы его встречает толпа журналистов, а Финн тем временем направляется к начальнику тюрьмы Полу Лонгу (Артур Байрон), которому заявляет, что Томми оказался в тюрьме по недоразумению и вскоре могущественные друзья Томми обеспечат его освобождение. Финн заявляет, что для Томми необходимо обеспечить привилегированное положение, включая возможность посещать магазин, после чего даёт начальнику тюрьмы взятку в размере 5 тысяч долларов в ценных бумагах. Однако Лонг напоминает Финну, что Томми неоднократно привлекался к ответственности за кражи со взломом и ограбления, и теперь, когда он получил от 5 до 30 лет за вооружённое ограбление 1-й степени, он будет содержаться на равных со всеми другими заключёнными условиях, после чего на глазах у Финна сжигает ценные бумаги и выпроваживает его из своего офиса. Томми отказывается переодеваться в мешковатую тюремную одежду и устраивает драку с надзирателями. Лонг приказывает пока не сажать его в карцер, а поместить в обычную одиночную камеру без арестантской формы. В одном исподнем Томми в камере быстро замерзает, кроме того, на следующий день Лонг направляет его на работу на холодильный склад. Вскоре Томми уже в форме является на приём к Лонгу, который объясняет гангстеру, что тот обязан ему подчиняться, поскольку начальник тюрьмы здесь единственный босс. Более того, если Томми сейчас и недоволен условиями своего содержания и работы, то вскоре он будет относиться даже к самой тяжёлой работе как к привилегии. Тот в ответ заявляет, что как только появится шанс, он сбежит, и при этом убьёт любого, в том числе и Лонга, кто помешает ему в этом. В течение трёх месяцев Томми томится в одиночке в то время, как остальные заключённые вместе ходят на работу и проводят досуг. Наконец, он не выдерживает и просит Лонга отправить его работать вместе с остальными. Когда Томми начинает честно работать на каменоломне, Лонг разрешает ему свидание с его возлюбленной Фэй Уилсон (Бетт Дейвис). Вскоре в тюрьме проводится психологическое тестирование, по результатам которого заключённых будут распределять на работы. Томми и ещё один заключённый, бакалавр искусствоведения Бад Сондерс (Лайл Тэлбот) показывают самые высокие результаты, и их направляют на обувную фабрику, что считается наиболее престижным местом работы. Во время очередного свидания Фэй рассказывает, что Финн старается добиться для Томми освобождения, однако Томми предполагает, что Финн обманывает её, просто чтобы соблазнить её, и требует, чтобы она держалась от Финна подальше. Бад предлагает Томми бежать вместе, взяв с собой Хайпа (Уоррен Хаймер), и Томми с готовностью соглашается. За время работы на обувной фабрике Бад собирает из отдельных деталей револьвер и изготавливает ключ-вездеход для выхода из тюрьмы. В ночь побега Хайп в своей камере начинает кричать и корчиться от боли, как будто его отравили, и надзиратель вызывает скорую помощь. Тем временем Лонг, которому стало известно о готовящемся побеге, проводит для своих подчинённых специальный инструктаж, требуя усилить бдительность, и выдаёт им оружие. Когда надзиратель заходит к Хайпу с носилками в номер, тот бьёт его специально изготовленным кастетом, в результате чего тот теряет сознание. Бад своим ключом открывает камеру, а затем открывает и дверь в камеру Томми, однако тот неожиданно отказывается бежать, так как считает субботу несчастливым днём для себя. Бад берёт с собой другого заключённого, после чего убивает из револьвера выскочившего на них надзирателя. На звук выстрела быстро прибегают Лонг в сопровождении группы вооружённых надзирателей, заставая беглецов в тот момент, когда они, переодевшись в форму убитых надзирателей, пытаются вынести на носилках третьего. Надзиратели загоняют беглецов в угол, где травят их газом. При перестрелке одного из них убивают, Хайпа ловят, а Бад сам бросается вниз с верхнего этажа, разбиваясь насмерть. Томми просит Лонга запереть его камеру, и тот высоко оценивает отказ Лонга от побега, хотя гангстер и говорит, что просто по субботам ему никогда не везёт.
Вскоре Лонг вызывает Томми к себе, показывая телеграмму, согласно которой Фэй попала в серьёзную автокатастрофу, и её состояние безнадёжно. Принимая во внимание чувства заключённого и его примерное поведение, Лонг решает отпустить Томми под честное слово до конца дня в город, чтобы тот мог навестить любимую. Томми заявляет, что всегда держит слово, и клянётся, что обязательно вернётся, даже на электрический стул. Тем временем выясняется, что автоавария произошла по вине Финна, который уговорил Фэй прокатиться с ним на автомобиле, где, вероятно, пытался приставать к ней. Через своего человека Финн договорился с Фэй, что она будет об этом молчать, а он заплатит ей 5 тысяч долларов. Тем временем, когда Томми появляется на нью-йоркском вокзале, за ним решает проследить один из железнодорожных детективов, который не ожидал увидеть его на свободе. Томми направляется прямо к Фэй, где они обнимаются, целуются и клянутся в вечной любви. Затем Фэй рассказывает Томми, как произошла авария. Разозлённый Томми достаёт из комода револьвер, намереваясь расправиться с Финном, однако Фэй уговаривает его успокоиться и отдать ей оружие. В этот момент в квартиру кто-то заходит, и Томми прячется в соседней комнате. Когда оказывается, что это Финн, который привёз деньги и заявление на подпись, снимающее с него всю ответственность за несчастный случай, Томми выскакивает и набрасывается на своего бывшего партнёра. Начинается драка, и когда Финн готовится разбить стул о голову Томми, нервы Фэй не выдерживают, она из пистолета убивает Финна. На выстрел в квартиру вырывается железнодорожный коп, который всё время караулил под дверью, однако Томми успевает сбежать по пожарной лестнице через окно, прихватив с собой оружие, в то время, как Фэй незаметно подложила ему в карман полученные от Финна деньги. Перед смертью Финн произносит копу имя своего бывшего партнёра. Томми тем временем добирается до своих бывших дружков и отдаёт им все деньги, чтобы они переправили его в безопасное место. К концу рабочего дня Томми так и не появляется в тюрьме, однако Лонг не может поверить в то, что тот нарушил своё слово. Когда становится известно о побеге Томми, газеты набрасываются на Лонга, безжалостно критикуя его за либерализм и практику отпускать заключённых на свободу под честное слово. После звонка губернатора Лонг уже готов подписать заявление об отставке, когда в его кабинете появляется Томми. На суде его обвиняют в убийстве 1-й степени и приговаривают к смертной казни. Когда Томми уже находится в камере смертников, Лонг разрешает ему свидание с Фэй, которая неожиданно выздоровела. Она целует и обнимает Томми, говоря, что сотни раз заявляла во всех инстанциях, что это она застрелила Финна, однако никто ей не поверил, считая, что она просто выгораживает любимого. Томми же отвечает, что её признание никому не принесёт пользы — тогда её отправят на электрический стул, а он продолжит отбывать свой срок от 5 до 30 лет, и всё равно им не быть вместе, и потому будет лучше, если хотя бы она остаётся на свободе. Затем Томми подходит к Лонгу и ещё раз подтверждает, что это он застрелил Финна. Когда Фэй требует, чтобы Томми перед смертью на ней женился, он на это отвечает, что это только испортит ей всю дальнейшую жизнь. Он убеждает Фэй завести семью и прожить счастливую жизнь за них двоих. После ухода Фэй, за час до казни Томми выпроваживает священника, после чего садится покурить и собраться с мыслями.

## В ролях
- Спенсер Трейси — Томми Коннорс
- Бетт Дейвис — Фэй Уилсон
- Луис Кэлхерн — Джо Финн
- Артур Байрон — начальник тюрьмы Пол Лонг
- Лайл Тэлбот — Бад Сондерс
- Уоррен Хаймер — Хайп
- Грант Митчелл — психолог, проводящий тестирование на IQ

## История создания фильма
Как написал современный историк кино Джефф Стаффорд, «в начале звуковой эпохи тема тюремной реформы редко поднималась в голливудском кино вплоть до выхода фильма „Я — беглый каторжник“ (1932), который породил шквал споров и пробудил к тюремной тематике широкий общественный интерес». Вскоре возник отдельный субжанр криминальных мелодрам, который быстро стал чрезвычайно популярен. При этом «не удивительно, некоторые из лучших тюремных фильмов вышли на студии Warner Bros, которая специализировалась на современных урбанистических криминальных фильмах, часто основанных на реальных событиях. Особенно это справедливо в отношении данного фильма, который основан на мемуарах бывшего начальника тюрьмы Синг-Синг Льюиса Е. Лоуза». Лоуз начал карьеру в 19 лет в качестве тюремного надзирателя, и в конце концов вырос до начальника всей тюрьмы, проработав в этой должности до 1940 года. По словам Стаффорда, «как и его предшественник, Томас М. Осборн, Лоуз стремился довести до прессы и широкой общественности информацию о суровой реальности тюремной жизни, а также рассказать о тех программах, с помощью которых можно эффективно перевоспитывать заключённых». Непосредственным источником вдохновения для создания фильма послужила основанная на реальных фактах книга Лоуза «20 000 лет в Синг-Синге» (1932). До этого, в 1928 году Лоуз уже опубликовал свою первую книгу об опыте работы в тюрьме под названием «Жизнь и смерть в Синг-Синге». Помимо этой картины, работы Лоуза были использованы при создания таких «популярных тюремных драм, как „За стеной“ (1938), „Преступление тебе с рук не сойдёт“ (1939) и „Невидимые полосы“ (1939)».
Как отмечает Стаффорд, «студия настолько высоко ценила вклад Лоуза в этот фильм, что предоставила ему право утверждения сценария, а затем и фильма в его окончательном варианте. В обмен на это, Лоуз дал возможность режиссёру Майклу Кёртису, его актёрам и творческой группе получить доступ в Синг-Синг, где было снято несколько сцен с реальными заключёнными. Это был редкий случай натурной съёмки крупной студией в то время». Как отмечено на сайте Американского института киноискусства, «Лоуз разрешил кинематографистам снимать сцены в стенах тюрьмы, в том числе массовку». При монтаже натурные съёмки в Синг-Синге перемежаются со студийной постановкой. В общей сложности «съёмки фильма заняли тридцать дней, а общие затраты на его производство составили 215 тысяч долларов».
По информации Американского института киноискусства, «основным кандидатом на главную роль Томми Коннорса был Джеймс Кэгни, однако из-за разногласий со студией по зарплате Кэгни играть не стал, и на роль был взят Трейси». Как пишет Стаффорд, «Кэгни в то время погряз в судебных разбирательствах с Warner Bros. Сыграв в одиннадцати хитовых фильмах за два года, он потребовал повышения зарплаты с 1250 долларов в неделю до 3000. К моменту разрешения его конфликта со студией, этот фильм был уже в производстве, и Кэгни вместо этого начал работу в картине „Трудно справиться“ (1933) в соседнем павильоне».
Как пишет Стаффорд, этот фильм стал единственным случаем, когда Спенсер Трейси и Бетт Дейвис когда-либо сыграли вместе, и у Дейвис остались самые приятные воспоминания от их совместной работы. Впоследствии она вспоминала, что «часто мечтала найти великолепный сценарий, чтобы снова сыграть вместе с Трейси», называя его «великолепным актёром».
Как далее отмечает Стаффорд, «Майкл Кёртис не был режиссёром того типа, который стремится расположить к себе актёров. Он был тираном и управлял ими на съёмочной площадке как рабами, и потому был хорошо известен своими стычками со звёздными актёрами, такими как Эррол Флинн». В биографии Бетт Дейвис «Затяните ремни» Лоуренса Дж. Квирка, актёр Луис Кэлхерн вспоминал: «Майк был отличным режиссёром для подобного рода суматошного экшна, но он был сложным и темпераментным человеком в работе. Я знаю, что Бетт считала его невыносимым, и Трейси в данном случае — тоже. Конечно, он не мог себе позволить относиться к Трейси без уважения — по крайней мере, до определённой степени — так как Трейси мог размахнуться и ударить его. Но и Бетт не была ручной — она кричала в ответ на него, огрызалась и даже плевала в него, если он заходил слишком далеко. Мне кажется, Майку нравилось подначивать её».
По словам Стаффорда, хотя на этот фильм и не обратили должного внимания при распределении Оскаров сезона 1932-33 годов, где «Я — беглый каторжник» был очевидным фаворитом, тем не менее, «он произвёл сильное впечатление на публику и получил отличные отзывы прессы».
В 1940 году студия First National сделала на этот ремейк этого фильма под названием «Замок на Гудзоне», в котором главные роли сыграли Джон Гарфилд и Энн Шеридан.

## Критика
Как написал кинообозреватель «Нью-Йорк Таймс» Мордант Холл после выхода картины на экраны, «этот быстрый фильм даёт необычайно интересную картину различных аспектов тюремной жизни», которые были собраны как из истории Лоуза, так и из опыта наблюдения за текущей жизнью в Синг-Синге. «Чтобы усилить драматизм повествования, продюсеры позволили себе некоторую свободу в трактовке материала», однако, по мнению Холла, «правда в этом фильме интереснее вымысла». Особенно «неотразимы и захватывают те сцены, которые дают всестороннее представление о деятельности начальника тюрьмы Лонга и о введённых им тюремных правилах». Так, «любая жестокость по отношению к заключённым здесь запрещена, и убедительно показано, как непримиримый заключённый в итоге предпочитает работу на каменоломне после нескольких месяцев в одиночной камере. Этот упрямый заключённый уступает, когда регулярно слышит крики и голоса взаимной поддержки других заключённых, которые закончили свой тяжкий труд и наслаждаются играми». Холл считает, что «эти моменты впечатляют демонстрацией того, чего Лоуз достиг благодаря своим идеям в Синг-Синге». С другой стороны, по мнению Холла, «картина становится слегка излишне экстравагантной в эпизоде, где начальник тюрьмы разрешает уголовнику покинуть тюрьму без сопровождения надзирателей, чтобы тот смог увидиться со своей девушкой, которая получила травму в автоаварии». Холл высоко оценил игру Спенсера Трейси, который создаёт «умный и убедительный образ», далее написав, что «помимо отличной игры Трейси, хороши также Дейвис, Кэлхерн, Байрон и Хаймер». В рецензии газеты Motion Picture Herald было отмечено, что игра Спенсера Трейси «ни в чём не уступает игре Пола Муни в „Я — беглый каторжник“ как по своей силе, так и по способности увлечь зрителя».
Современный историк кино Джефф Стаффорд полагает, что «по сегодняшним стандартам, сюжет фильма слишком мелодраматичен, и потому приходится немного сдерживать своё недоверие, тем не менее, фильм всё равно захватывающий». По мнению Стаффорда, «Кёртис был значительно более новаторским режиссёром, чем считают исследователи кино. Помимо редкой для того времени практики съёмок на натуре нескольких эпизодов в этом фильме, для достижения большей аутентичности он также любил сдабривать свои фильмы документальной кинохроникой… Использование кинохроники показало себя настолько эффективным приёмом, что после выхода этого фильма другие режиссёры также стали использовать его». Как отмечает Стаффорд, Кёртиса очень волновала тюремная тематика, к которой он возвращался в таких фильмах, как «Женщина с первой полосы» (1935), «Разгуливая мёртвым» (1936) и «Ангелы с грязными лицами» (1938). Однако в отличие от этих, более поздних фильмов Кёртису удаётся ввести в этот фильм «некоторый висельный юмор и даже небольшой роман».
Критики также обратили внимание на мрачный финал истории, в котором на «не того человека ожидает электрический стул». Как отметил Стаффорд, «фильм также значим своим окончанием, возможным только до введения в действие Производственного кодекса, когда невиновного человека отправляют на электрический стул. Год спустя Производственный кодекс потребовал бы, чтобы истинная убийца, Фэй, заплатила бы за своё преступление».